# 国家重点京剧院团
国家重点京剧院团（可与“全国重点京剧院团”交替使用），是根据中国共产党的十六大提出的关于“扶持体现民族特色和国家水准的重大文化项目和艺术院团”的精神，为保护和扶持作为优秀民族艺术的京剧艺术，积极推进京剧院团体制改革和内部管理机制的改革，提高京剧院团综合艺术水平和生产经营能力，适应社会主义市场经济要求，加强国家对京剧院团的宏观管理、结构调整、合理布局和分类指导，而在已确立的省级重点京剧院团基础上，由文化部组织力量进行评估、确定并授牌“国家重点京剧院团”的艺术院团。
中国目前有11个国家重点京剧院团 ，分别是：
- 中国国家京剧院
- 北京京剧院
- 天津京剧院
- 上海京剧院
- 湖北京剧院
- 天津市青年京剧团
- 山东省京剧院
- 云南省京剧院
- 沈阳京剧院
- 黑龙江省京剧院
- 江苏省京剧院